# Navajo (langue)
Cette page contient des caractères spéciaux ou non latins. S’ils s’affichent mal (▯, ?, etc.), consultez la page d’aide Unicode.
Cet article concerne la langue navajo. Pour le peuple navajo, voir Navajos.
Le navajo (/na.va.ʁo/ ; autonyme : Diné bizaad /tìnépìz̥ɑ̀ːt/), anciennement écrit navaho, aussi parfois appelé diné ou langue diné, est une langue amérindienne qui fait partie, comme les diverses langues apaches, du groupe sud de la famille athapascane, qui appartient elle-même à la famille des langues na-dené. Alors que la plupart des langues na-dené sont parlées bien plus au nord (Alaska, Yukon, Territoires du Nord-Ouest et provinces canadiennes), le navajo est parlé dans le sud-ouest des États-Unis et au Mexique, par le peuple navajo, qui se désigne lui-même par le terme de Diné (le peuple).
Le navajo compte plus de locuteurs que n'importe quelle autre langue amérindienne au nord de la frontière entre les États-Unis et le Mexique. Selon l'American Community Survey pour la période 2012-2016, 162 587 personnes âgées de plus de 5 ans déclarent parler navajo, dont 82 668 personnes soit 50,8 % en Arizona, 62 431 soit 38,4 % au Nouveau-Mexique et 7 365 soit 4,5 % dans l'Utah.
Pendant la Seconde Guerre mondiale et notamment durant la Guerre du Pacifique, des Navajos servant dans les unités de transmissions américaines avaient mis sur pied un code basé sur leur langue, afin d'assurer la confidentialité des messages radio, ; ils sont connus sous le nom de code talkers.

## Usage actuel
Le navajo est encore largement parlé par les Navajos de tous âges, avec plus de la moitié de la population Navajo parlant le navajo chez eux. Les Navajos sont une des rares tribus amérindiennes parlant leur langue propre dans la vie de tous les jours. La langue est cependant en déclin, en particulier dans les zones urbaines hors réserve indienne : le passage à l'anglais s'accroît chez les jeunes générations. Même au sein du territoire navajo, les recensements indiquent qu'entre 1980 et 1990, la proportion de navajos entre 5 et 17 ans monolingues en anglais est passée de 12 à 28 %, puis à 43 % en 2000. Bien qu'il soit la plus vigoureuse des langues amérindiennes aux États-Unis, le navajo n'en est donc pas moins une langue en danger face à la pression de l'anglais.
Le film Star Wars, épisode IV : Un nouvel espoir, premier épisode de la trilogie originale de la saga Star Wars, est le premier film à avoir été doublé en navajo et le premier film entièrement doublé en langue amérindienne,.

## Écriture
Il y a eu plusieurs orthographes proposées pour l’écriture du navajo, notamment les orthographes des franciscains et des linguistes, utilisant un nombre de lettres grecques ou de lettres empruntées aux alphabets latins de langues slaves, ou encore les orthographes des missionnaires protestants. L’orthographe navajo actuelle, de Young et Morgan, a été développée par Robert W. Young (en) dans les années 1930 et utilisée dans plusieurs ouvrages comme un dictionnaire, une grammaire ou des livres de lectures produits notamment par Robert W. Young et William Morgan. Elle a été adoptée par des linguistes et le Bureau des affaires indiennes lors de la première conférence sur l’orthographe navajo à Albuquerque en mai 1969 et par le conseil de la nation Navajo lors de la seconde conférence de mai 1976 à Window Rock.

## Phonétique

### Voyelles
Il y a quatre voyelles fondamentales en navajo : [ɑ] ‹ a ›, [e] ‹ e ›, [i] ‹ i › et [o] ‹ o ›. Elles varient selon trois paramètres simultanément :
- longueur : brève [ɑ] ‹ a › / longue [ɑː] ‹ aa ›
- nasalité : orale [ɑ] ‹ a › / nasale [ɑ̃] ‹ ą ›
- ton : haut [ɑ́ː] ‹ áá › / bas [ɑ̀ː] ‹ aa › / montant [ɑ̌ː] ‹ aá › / descendant [ɑ̂ː] ‹ áa ›.

La combinaison de ces trois variables aboutit à des voyelles telles que ‹ ą́ą́ › (a long, nasalisé, ton haut).

### Consonnes
Voici la liste des phonèmes consonantiques du navajo en orthographe standard, accompagnées de leur prononciation notée entre crochets dans l'API : 
|              |              | Bilabiales | Alvéolaires | Alvéolaires | Postalvéolaires | Dorsales      | Dorsales | Dorsales | Glottales |
| ------------ | ------------ | ---------- | ----------- | ----------- | --------------- | ------------- | -------- | -------- | --------- |
| Centrales    | Latérales    | Bilabiales | Palatales   | Vélaires    | Postalvéolaires | Labiovélaires |          |          | Glottales |
| Occlusives   | simples      | b [p]      | d [t]       |             |                 |               | g [k]    |          | ʼ [ʔ]     |
| Occlusives   | aspirées     |            | t [tx]      |             |                 |               | k [kx]   | kw [kxʷ] |           |
| Occlusives   | éjectives    |            | tʼ [tʼ]     |             |                 |               | kʼ [kʼ]  |          |           |
| Affriquées   | simples      |            | dz [t͡s]     | dl [t͡ɬ]     | j [ t͡ʃ ]        |               |          |          |           |
| Affriquées   | aspirées     |            | ts [t͡sʰ]    | tł [t͡ɬʰ]    | ch [ t͡ʃʰ]       |               |          |          |           |
| Affriquées   | éjectives    |            | tsʼ [t͡sʼ]   | tłʼ [t͡ɬʼ]   | chʼ [ t͡ʃʼ]      |               |          |          |           |
| Fricatives   | sourdes      |            | s [s]       | ł [ɬ]       | sh [ ʃ ]        |               | h [ x]   | hw [ xʷ] | h [h]     |
| Fricatives   | sonores      |            | z [z]       | l [l]       | zh [ ʒ]         |               | gh [ɣ]   | ghw [ɣʷ] |           |
| Nasales      | Nasales      | m [m]      | n [n]       |             |                 |               |          |          |           |
| Semi-voyelle | Semi-voyelle |            |             |             |                 | y [ j]        |          | w [w]    |           |

Contrairement à son pendant sourd ł, la sonore l est phonétiquement une consonne spirante (comme en anglais et en français). Comme beaucoup de langues amérindiennes du Sud-Ouest des États-Unis, le navajo est assez pauvre en consonnes labiales.
En orthographe navajo, la lettre h représente deux sons différents : on le prononce [x] à l'initiale d'un radical et [h] à l'initiale d'un préfixe ou à la fin d'un radical et/ou d'un mot. Cependant, quand [x] est précédé de s  on l'écrit toujours x  et jamais h afin d'éviter la confusion avec sh (ex.násxéés « Je tourne autour » et jamais *náshéés).

### Morphophonologie
La réalisation phonétique des consonnes dorsales g, k, kʼ, h, gh dépend de l'environnement vocalique : elle est palatale devant les voyelles antérieures i et e et vélaire devant les voyelles postérieures a, labiovélaire devant la voyelle arrondie o.
| Réalisation de la consonne | Palatale | Vélaire | Labiovélaire |
| -------------------------- | -------- | ------- | ------------ |
| g                          | [c(ʝ)]   | [k(ɣ)]  | [k(ɣ)ʷ]      |
| k                          | [cç]     | [kx]    | [kxʷ]        |
| kʼ                         | [cʼ]     | [kʼ]    | [kʼʷ]        |
| h                          | [ç]      | [x]     | [xʷ]         |
| gh                         | [j]      | [ɣ]     | [ɣʷ]         |

Pour gh, palatalisation et labialisation sont toutes deux représentées dans l'orthographe : y pour la variante palatale  et w pour la variante labiale. L'orthographe n'indique pas les variantes pour les autres consonnes.
Les fricatives sonores z, l, zh, gh commutent à l'initiale des radicaux avec leurs pendants sourds s, ł, sh, h, respectivement. La variante sourde apparaît précédée de consonnes sourdes comme s, sh, h, et ł, tandis que les sonores apparaissent entre voyelles ou entre une sonore et une voyelle, ce qui produit des alternances morphologiques telles que sh + l → shł, h + l → hł, sh + zh → shsh, h + zh → hsh. De ce fait, le navajo n'a en général pas d'opposition entre sourde et sonore à l'initiale des radicaux, la sonorité des fricatives y dépend de l'élément qui précède. Exemples avec le radical verbal -lááh « rassembler, choisir » et le radical nominal hosh « épine, cactus » :
| sourde ł      | náháshłááh | « Je les rassemble » (imperfectif)   |
| sonore l      | náhálááʼ   | « Je les ai rassemblés » (perfectif) |
| sourde h [xʷ] | hosh       | « cactus »                           |
| sonore w [ɣʷ] | biwosh     | « son cactus »                       |

Dans certains radicaux nominaux cependant, l'élément initial du radical n'est pas sonorisé entre voyelles ashįįh « sel ». Dans quelques radicaux verbaux et nominaux, l'élément initial sourd du radical s commute avec l'élément sonore y, comme dans sin « chant » ~ biyiin « son chant » - au lieu de la sonore z comme dans séí « sable » et bizéí « son sable ». L'alternance s ~ y provient du proto-athapascan *x̯ ou *y, tandis que l'alternance s ~ z provient du proto-athapascan *z.
Il existe en navajo une harmonie consonantique concernant les sifflantes (fricatives alvéolaires) et les chuintantes (fricatives post-alvéolaires). Les sifflantes s'assimilent aux chuintantes dans les radicaux, et les chuintantes des préfixes s'assimilent aux sifflantes du radical. Par exemple, le préfixe si- (statique perfectif) est réalisé si- ou shi- selon que le radical contient ou non une chuintante : shibeezh « c'est bouilli (perfectif) » (avec sh car le zh radical est une chuintante) ~ sido « c'est brûlant (perfectif) » (avec s en l'absence de chuintante).

### Structure syllabique
Les radicaux (nominaux, verbaux...) ont la structure syllabique suivante : CV(V)(C), où VV représente une voyelle longue. Cela veut dire que toute syllabe doit avoir au moins une consonne suivie d'une voyelle brève ou longue (noyau de la syllabe), et éventuellement fermée par une consonne.
La plupart des préfixes ont la structure syllabique CV-, comme chʼí- « à l'extérieur + horizontal », exception faite de certains préfixes verbaux tels les classificateurs, qui apparaissent immédiatement avant le radical verbal (-ł-, -l-, -d-) et consistent en une consonne unique -C-. Quelques autres préfixes verbaux, situés à l'initiale absolue du verbe comme naa- « autour, aux environs », ont un noyau vocalique long CVV-. Quelques préfixes, enfin, se présentent sous des formes plus complexes par exemple hashtʼe- « prêt, préparé » (CVCCV-).
Certaines analyses, comme celle de Harry Hoijer, considèrent que les préfixes verbaux conjoints ont la structure CV-. Selon d'autres analyses générativistes (ex. McDonough 2003), ces mêmes préfixes ont seulement la structure C-. Dans certains contextes, une voyelle épenthétique (par défaut la voyelle i) est insérée après le préfixe consonantique.
Tous les verbes sont des disyllabes. Certains verbes peuvent n'avoir qu'un préfixe non-syllabique sous sa forme originelle, un préfixe initial manquant, ou aucun préfixe, devant le radical. Comme il est obligatoire qu'un verbe ait deux syllabes, on doit ajouter un préfixe dépourvu de signification afin que cette exigence soit satisfaite. Ce préfixe postiche est connu sous le nom d'élément béquille en terminologie athapascane (Edward Sapir utilise le terme pepet vowel). Par exemple, le verbe qui signifie « il(s) /elle(s) pleure(nt) » a la structure morphologique suivante : Ø-Ø-cha où le préfixe modal imperfectif et le préfixe de troisième personne sujet sont tous deux des marques zéros, suivies du radical verbal -cha. Pour que cette forme verbale soit complète, l'élément béquille yi- doit être préfixé au radical, la forme résultante est yicha. Autres exemples : le verbe yishcha « je pleure », morphologiquement Ø-sh-cha (Ø- mode imperfectif marque zéro, -sh-  première personne du singulier sujet, -cha radical) ou encore wohcha « vous pleurez » qui est en fait Ø-oh-cha (Ø- mode imperfectif marque zéro, -oh- deuxième personne duel-pluriel sujet, -cha radical). La consonne de l'élément béquille est y devant i, w devant o, et gh devant a.

## Grammaire
Typologiquement, le navajo est une langue qui marque les relations grammaticales sur le noyau du syntagme. Bien qu'il soit fondamentalement agglutinant et de tendance polysynthétique, beaucoup de ses combinaisons d'affixes provoquent des contractions (selon diverses lois phonétiques), à l'instar des langues flexionnelles. L'ordre des mots canonique en navajo est Sujet-Objet-Verbe (SOV). Le procédé morphologique principal est la préfixation, ce qui est inhabituel pour une langue SOV (dans lesquelles les suffixes dominent le plus souvent).
La phrase navajo est avant tout centrée sur le verbe, les verbes sont largement majoritaires et les noms assez peu nombreux. En plus des verbes et des noms, le navajo possède d'autres éléments tels que des pronoms, des clitiques aux fonctions diverses, des démonstratifs, des numéraux, des postpositions, des adverbes, et des conjonctions, entre autres. Harry Hoijer regroupe toutes ces catégories en une classe de mots qu'il appelle particules ; selon ses vues, le navajo aurait des noms, des verbes et des particules. Il n'y a pas de classe lexicale qui corresponde aux adjectifs du français, ce sont en navajo des formes dérivées du verbe.

### Système nominal

#### Formation des noms
Beaucoup de concepts exprimés par des noms dans d'autres langues apparaissent sous forme de verbes en navajo. La majorité des vrais noms ne marquent pas le nombre, et sont également dépourvu de marque de cas. Les syntagmes nominaux ne sont pas nécessaires pour former des phrases grammaticalement correctes, étant donné la densité d'informations contenue dans le verbe.
Il y a deux principaux types de noms en navajo : les noms simples et les noms dérivés de verbes ou déverbaux. Les noms simples se distinguent par leur faculté à prendre un préfixe possessif comme dans béézh « couteau », bibeezh « son couteau (à elle) » et hééł « paquet », shiyéél « mon paquet ».
Les déverbaux sont des verbes (ou des syntagmes verbaux) transformés en noms soit par un enclitique nominalisant, soit par simple conversion sans marque morphologique. Exemples :
- náʼoolkiłí « horloge », dérivé du verbe náʼoolkił « quelque chose se déplace lentement dans un cercle » par le nominalisateur -í
- hataałii « chanteur », dérivé du verbe hataał « il chante » par le nominalisateur -ii
- chʼéʼétiin « sortie, porte » dérivé par simple conversion du verbe chʼéʼétiin « quelque chose forme un sentier horizontal vers l'extérieur »
- Hoozdo « Phoenix (Arizona) » dérivé par simple conversion du verbe hoozdo « l'endroit est torride ».

Les déverbaux peuvent être longs et complexes, par exemple chidí naaʼnaʼí beeʼeldǫǫhtsoh bikááʼ dah naaznilígíí « char d'assaut » formé de trois éléments principaux :
- chidí naaʼnaʼí « tracteur à chenilles » formé de chidí  « voiture » + naaʼnaʼí « chenille » (< naaʼnaʼ « ça rampe sur quelque chose » + -í nominalisateur)
- beeʼeldǫǫhtsoh « canon » (< beeʼeldǫǫh « on fait des explosions avec » + -tsoh « grand »)
- bikááʼ dah naaznilígíí « chose sur laquelle on s'assoit » (< bikááʼ « dessus » + dah naaznil « ils s'asseyent » + -ígíí nominalisateur).

#### Possession
Pour exprimer la possession de la plupart des noms, il faut ajouter un préfixe personnel, les mêmes que ceux utilisés pour la conjugaison objets (comme dans le tableau de la partie "flexion pronominale", préfixes objets).
Exemple : 
shibááh = mon pain (shi : 1re pers.sg. et bááh : pain)
nibááh = ton pain  (ni : 2e pers.sg. et bááh : pain)
yibááh =  son pain  (yi : 3e pers.sg. et bááh : pain)
bibááh = son pain  (bi : 3e pers.sg. et bááh : pain)

#### Postpositions
Le navajo utilise beaucoup de postpositions tandis que les langues indo-européenne préfèrent utiliser des prépositions. Ainsi, toutes les prépositions de lieux sont exprimés par la combinaison d'un préfixe personnel et d'une postposition :
Par exemple, shiyaa veut dire « sous moi » (shi : moi et yaa : sous) et shikááʼ = sur moi (shi : moi et kááʼ : sur). Quelquefois, les postpositions sont combinées avec des noms comme Dinétah (Diné : peuple navajo, les personnes et tah : parmi).

### Système numéral
Le navajo utilise un système de numération décimal. Les nombres de 1 à 10 ont chacun un nom spécifique. Les nombres de 11 à 19 se forment en ajoutant le suffixe -tsʼáadah (+ 10) aux nombres de base 1-9. Les nombres de 20 à 100 se forment en ajoutant le suffixe multiplicatif -diin (× 10) aux nombres de 2 à 10.
|    | numéral de base | +10 (-tsʼáadah)        | x10 (-diin)       |
| -- | --------------- | ---------------------- | ----------------- |
| 1  | łáaʼii          | łáʼtsʼáadah (11)       | –                 |
| 2  | naaki           | naakitsʼáadah (12)     | naadiin (20)      |
| 3  | tááʼ            | táátsʼáadah (13)       | tádiin (30)       |
| 4  | dį́į́ʼ            | dį́į́ʼtsʼáadah (14)      | dízdiin (40)      |
| 5  | ashdlaʼ         | ashdlaʼáadah (15)      | ashdladiin (50)   |
| 6  | hastą́ą́h         | hastą́ʼáadah (16)       | hastą́diin (60)    |
| 7  | tsostsʼid       | tsostsʼidtsʼáadah (17) | tsostsʼidiin (70) |
| 8  | tseebíí         | tseebíítsʼáadah (18)   | tseebídiin (80)   |
| 9  | náhástʼéí       | náhástʼéítsʼáadah (19) | náhástʼédiin (90) |
| 10 | neeznáá         | –                      | neeznádiin (100)  |

Dans les nombres composés, la combinaison entre nombres de base entraîne des altérations vocaliques et consonantiques (par exemple la perte du ʼ et l'abrègement de la voyelle áá dans tá-diin « trente »). Le nombre « un » a trois formes : łáaʼii (utilisé pour compter « un, deux, trois... »), łá (forme abrégée dans les nombres composés), tʼááłáʼí (utilisé dans les nombres plus grands et pourvu d'un préfixe de pluriel distributif).
Pour les nombres supérieurs à 20, il y a deux types de formation pour les nombres intermédiaires entre les multiples de 10 (soit  21-29, 31-39, 41-49, etc.). De 21 à 29 et de 41 à 49, ils se forment par la suffixation du chiffre des unités à celui des dizaines, comme dans naadįįnaaki « vingt-deux » (< naadiin « vingt » + naaki « deux ») et dízdįįłaʼ « quarante-et-un » (< dízdiin' « quarante » + łaʼ « un »). Les autres nombres se forment en plaçant dóó baʼąą « et en plus de » entre le chiffre des dizaines et celui des unités, par exemple tádiin dóó baʼąą tʼááłáʼí « trente-et-un » et ashdladiin dóó baʼąą tʼááʼ « cinquante-trois ». On peut également former les numéraux de 41 à 49 de cette manière : « quarante-deux » dízdiin dóó baʼąą naaki ou bien dízdįįnaaki.
Les nombres de 100 à 900 se forment en ajoutant l'enclitique multiplicatif  -di aux nombres de base 1-9 suivis du mot neeznádiin « centaine », ex. tʼááłáhádí neeznádiin « cent », naakidi neeznádiin « deux cents », táadi neeznádiin « trois cents ».
|   | numéral de base | x100 (=di + neeznádiin)      |
| - | --------------- | ---------------------------- |
| 1 | tʼááłáʼí        | tʼááłáhádí neeznádiin (100)  |
| 2 | naaki           | naakidi neeznádiin (200)     |
| 3 | tááʼ            | táadi neeznádiin (300)       |
| 4 | dį́į́ʼ            | dį́įʼdi neeznádiin (400)      |
| 5 | ashdlaʼ         | ashdladi neeznádiin (500)    |
| 6 | hastą́ą́h         | hastą́ądi neeznádiin (600)    |
| 7 | tsostsʼid       | tsostsʼidi neeznádiin (700)  |
| 8 | tseebíí         | tseebíidi neeznádiin (800)   |
| 9 | náhástʼéí       | náhástʼéidi neeznádiin (900) |

Les nombres de base dont la dernière syllabe porte le ton haut le changent en ton descendant devant l'enclitique -di.
Pour les milliers, on utilise le mot mííl (emprunt à l'espagnol mil) couplé avec -di: tʼááłáhádí mííl « mille », naakidi mííl « deux mille », etc. Le mot pour "million" se forme en ajoutant le radical -tsoh « grand » à mííl : mííltsoh « million » comme dans tʼááłáhádí mííltsoh « un million », naakidi mííltsoh « deux millions », etc.

### Système verbal
Le verbe est un élément clé de la langue navajo, et connu pour sa grande complexité. Les verbes sont composés d'un radical auquel s'ajoutent des préfixes flexionnels et / ou dérivationnels. Tout verbe inclut au moins un préfixe. Les préfixes verbaux doivent apparaître dans un ordre bien défini.
Le radical verbal se compose d'une racine hypothétique et d'un suffixe, souvent amalgamé. Ce radical, combiné avec un préfixe classificateur (et parfois avec d'autres préfixes thématiques), forme le thème verbal. Les préfixes thématiques sont des préfixes non-productifs, leur fonction dérivationnelle est limitée, et ils n'ont plus de signification bien définie. Exemples de préfixes thématiques :  le préfixe archaïque yá-, attesté seulement avec le radical -tééh/-tiʼ qui signifie « parler » comme dans yáłtiʼ « il parle (en ce moment) ». Le thème est ensuite combiné avec des préfixes dérivationnels qui forment avec lui la base verbale. Enfin viennent s'ajouter à cette base les préfixes flexionnels (que Young et Morgan appellent préfixes paradigmatiques) : le verbe navajo est alors complet et c'est ainsi qu'il apparaît dans l'énoncé.
Le navajo possède un grand nombre de distinctions d'aspect, de mode et de temps, exprimées par des modifications du radical (alternances vocaliques, alternances tonales, suffixation) souvent combinées avec certains préfixes flexionnels. On compte sept « modes » et environ douze « aspects » et dix « sous-aspects » - le terme de « mode » étant assez impropre, la plupart des valeurs exprimées par les modes étant en fait d'ordre aspectuel. Chaque verbe navajo peut en général apparaître sous un grand nombre de combinaisons de « mode » et d'aspect.

#### Modèles de conjugaison
Les préfixes qui apparaissent dans le verbe navajo sont ajoutés dans un ordre précis, plus ou moins rigide selon le type de préfixe ; cette analyse morphologique, appelée modèle de position de classe ou modèle de filière des emplacements, fut proposée en premier lieu par Edward Sapir et Harry Hoijer. Un verbe donné n'aura pas un préfixe pour chaque position ; en fait, la plupart des verbes navajos ne sont pas aussi complexes que ce modèle pourrait suggérer. Le nombre maximum de préfixes se situe autour de huit.
On peut séparer les préfixes en deux séries : les préfixes conjoints et les préfixes disjoints. Les préfixes disjoints apparaissent dans les toutes premières positions du verbe, les préfixes conjoints apparaissent après, plus proches du radical verbal. Le complexe de préfixes peut se diviser en 11 positions, certaines positions pouvant elles-mêmes comporter des subdivisions. Ci-dessous figure un tableau récemment proposé comme modèle de conjugaison navajo (Young et Morgan 1987).
| préfixes disjoints | préfixes disjoints         | préfixes disjoints    | préfixes disjoints | préfixes disjoints | préfixes conjoints | préfixes conjoints | préfixes conjoints    | préfixes conjoints | préfixes conjoints | préfixes conjoints | radical |
| ------------------ | -------------------------- | --------------------- | ------------------ | ------------------ | ------------------ | ------------------ | --------------------- | ------------------ | ------------------ | ------------------ | ------- |
| 0                  | 1a                         | 1b                    | 2                  | 3                  | 4                  | 5                  | 6                     | 7                  | 8                  | 9                  | 10      |
| postposition objet | "marque zéro postposition" | adverbial- thématique | itératif           | pluriel            | objet direct       | déictique          | adverbial- thématique | mode- aspect       | sujet              | classificateur     | radical |

Bien que les préfixes se situent en général toujours à la même position définie, certains préfixes échangent leur place par un phénomène de métathèse. Par exemple le préfixe ʼa- (3e personne objet indéfini) apparaît généralement avant di-, comme dans : 
- adisbąąs « Je me mets à faire circuler un véhicule à roues » [ʼa- + di- + sh- + ł + -bąąs]

Cependant quand ʼa- apparaît avec les préfixes di- et ni-, le ʼa- est interverti avec di-, ce qui donne l'ordre di- + ʼa- + ni-, comme dans : 
- diʼnisbąąs « Je suis en train de faire entrer un véhicule (dans qqch) et je reste coincé. » [ di-ʼa-ni-sh-ł-bąąs < ʼa- + di- + ni- + sh- + ł + -bąąs][10]

au lieu de la forme sans métathèse **adinisbąąs [ʼa-di-ni-sh-ł-bąąs].
Bien que la tradition propose le plus souvent ce modèle d'analyse pour la description du verbe navajo, d'autres analyses ont été proposées par les athapascanistes.

#### Flexion pronominale
Les verbes navajos prennent des préfixes marqués pour la personne et le nombre, qui marquent aussi bien le sujet que l'objet. Leur forme peut changer à certains modes, particulièrement le mode imperfectif (voir la section "Mode et aspect"). Les préfixes personnels de base (ainsi que les abréviations utilisées par Young et Morgan) sont répertoriés dans le tableau ci-dessous : 
| Nombre         | Préfixes sujets | Préfixes sujets | Préfixes objets | Préfixes objets |
| Nombre         | Singulier       | Duel-Pluriel    | Singulier       | Duel-Pluriel    |
| -------------- | --------------- | --------------- | --------------- | --------------- |
| Première (1)   | -sh-            | -iid-           | shi-            | nihi-           |
| Deuxième (2)   | ni-             | -oh-            | ni-             | nihi-           |
| Troisième (3)  | -Ø-             | -Ø-             | bi-             | bi-             |
| Troisième (3o) | -Ø-             | -Ø-             | yi-             | yi-             |
| Quatrième (3a) | ji-             | ji-             | ha- ~ ho-       | ha- ~ ho-       |
| Indéfini (3i)  | ʼa-             | ʼa-             | ʼa-             | ʼa-             |
| Spatial (3s)   | ha- ~ ho-       | ha- ~ ho-       | ha- ~ ho-       | ha- ~ ho-       |
| Réfléchi       | –               | –               | (ʼá)-di-        | (ʼá)-di-        |
| Réciproque     | –               | –               | ʼahi-           | ʼahi-           |

Les préfixes sujets apparaissent en deux positions. Les préfixes sujets de première et deuxième personne (-sh-, -iid-, ni-, -oh-) apparaissent en position 8 juste devant les préfixes classificateurs. Les préfixes sujets de quatrième personne, indéfinis et spatiaux (ji-, ʼa-, ha-~ho-), appelés aussi « pronoms déictiques sujets », apparaissent en position 5. La troisième personne sujet est marquée par l'absence de préfixe, phénomène appelé généralement « préfixe zéro » -Ø-, en position 8 également. Les préfixes objets peuvent apparaître en position 4 en tant qu'objets directs, en position 1a comme « postpositions zéros », ou en position 0 en tant que régimes de postpositions incorporées au complexe verbal.
Le préfixe sujet de quatrième personne ji- est une sorte de troisième personne de substitution. Il a de nombreux emplois, notamment pour : 
- faire référence à des personnes ou à des animaux personnifiés
- faire référence au personnage principal d'un récit
- distinguer entre deux référents de troisième personne
- faire référence à certaines personnes de façon polie ou impersonnelle (ainsi quand on parle à des jumeaux de sexe opposé, quand on fait des reproches). L'emploi comme forme polie peut se rapprocher de la distinction tu-vous présente dans de nombreuses langues européennes. Utilisé dans un sens impersonnel, on peut le traduire par « on » : béésh bee njinéego hálaʼ da jiigish « On peut se couper les doigts en jouant avec un couteau. »

Le préfixe spatial peut se traduire par « lieu, endroit » comme dans halgai « l'endroit est blanc », mais aussi par le sujet apparent (il sans référence) des verbes avalents comme « pleuvoir » : nahałtin "il pleut". Ce préfixe a deux formes : ha- et ho-, ho- ayant des formes dérivées telles que hw- et hwi-.
Un exemple du paradigme du verbe correspondant à « geler », montrant les préfixes sujets (mode imperfectif): 
|                | Singulier                          | Duel-Pluriel                       |
| -------------- | ---------------------------------- | ---------------------------------- |
| Première       | yishtin « Je gèle »                | yiitin « nous gelons »             |
| Deuxième       | nitin « tu gèles »                 | wohtin « vous gelez »              |
| Troisième      | yitin « il(s) / elle(s) gèle(nt) » | yitin « il(s) / elle(s) gèle(nt) » |
| Quatrième (3a) | jitin « il(s) / elle(s) gèle(nt) » | jitin « il(s) / elle(s) gèle(nt) » |
| Indéfini (3i)  | atin « il / ça gèle »              | atin « il / ça gèle »              |

#### Préfixes classifiants (ou de transitivité)
Situés en position 9 (la plus rapprochée du radical verbal), ce sont des marqueurs de voix et de valence qui affectent la transitivité du verbe. Malgré leur nom, guère approprié, ces préfixes ne « classent » absolument rien et n'ont rien à voir avec les radicaux verbaux classificateurs (qui en fait font entrer les noms dans diverses catégories, voir la section "Verbes classificateurs" ci-dessous). Il y a quatre préfixes classifiants : -Ø-, -ł-, -d-, -l- :
- le classifiant -Ø- correspond à l'absence de préfixe, ce qui est généralement indiqué dans l'analyse par un signe zéro.
- le préfixe -ł- est un préfixe transitivisant à valeur causative pour les verbes actifs. Souvent, il rend transitif un verbe intransitif marqué d'un préfixe zéro -Ø- : yibéézh « ça bout » (yi-Ø-béézh), yiłbéézh « il le fait bouillir » (yi-ł-béézh); naʼniyęęsh « ça coule en faisant des méandres » (naʼni-Ø-yęęsh), naʼniłhęęsh « il le fait couler (un liquide) en méandres » (naʼni-ł-yęęsh).
- le préfixe -d- apparaît avec la plupart des verbes passifs, médiopassifs, réfléchis et réciproques dérivés de verbes marqués d'un préfixe zéro -Ø- : yizéés « il le chante » (yi-Ø-zéés), yidéés « il est chanté » (yi-d-zéés).
- le préfixe -l- apparaît avec la plupart des verbes passifs, médiopassifs, réflexifs et réciproques dérivés de verbes marqués du préfixe -ł- : néíłtsááh « il le sèche » (ná-yi-ł-tsááh), náltsááh « il est en train d'être séché » (ná-l-tsááh).

Certains verbes sont compatibles avec les quatre préfixes : 
- siʼą́ « l'objet rond est en place » (-Ø-ʼą́)
- haatʼą́ « l'objet rond a été extrait » (-d-ʼą́)
- séłʼą́ « je maintiens l'objet rond en place » (-ł-ʼą́)
- néshʼą́ « ma tête est en place » (-l-ʼą́)

Dans d'autres verbes en revanche, les préfixes classifiants ne marquent pas la transitivité et sont de simples préfixes thématiques dont la présence est obligatoire sur certains radicaux.

#### Modes
Le verbe navajo comporte les « modes » suivants : 
- imperfectif
- perfectif
- progressif
- futur
- fréquentatif
- itératif
- optatif

Ces « modes » déterminent cinq formes de radicaux verbaux. Par exemple, le verbe signifiant « jouer, s'amuser » présente les cinq radicaux suivants aux sept « modes » : 
| Mode                  | Forme du radical |
| --------------------- | ---------------- |
| Imperfectif           | -né              |
| Perfectif             | -neʼ             |
| Progressif/Futur      | -neeł            |
| Fréquentatif/Itératif | -neeh            |
| Optatif               | -né              |

Le progressif et futur, tout comme le fréquentatif et l'itératif, ont chacun le même radical. L'optatif a en général le même radical que le mode imperfectif, mais pour certains verbes le radical est différent (pour le verbe donné en exemple, les deux modes ont le même radical).
L'imperfectif indique un procès commencé mais non achevé ; bien qu'il n'ait pas une valeur proprement temporelle, il renvoie souvent au présent : yishááh « je viens », yishą́ « je mange ». Accompagné d'adverbes, il peut s'utiliser pour référer au présent, au passé ou au futur. C'est le « mode » qui s'emploie pour les ordres à la deuxième personne, avec valeur d'impératif. L'imperfectif possède une forme radicale propre et quatre préfixes possibles de mode et d'aspect : (1) préfixe terminatif ni- en position 7 comme dans nishááh « j'arrive », (2) préfixe statif si-  en position 7 comme dans shishʼaah « je place [un objet rond] » dans dah shishʼaah « je place [un objet rond] en haut » (dah « en haut »), (3) absence de préfixe en position 7, analysé comme un préfixe zéro Ø-, comme dans yishcha « je pleure », (4) avec soit un préfixe transitionnel yi-, soit un préfixe semelfactif yi- en position 6 (sans préfixe en position 7).
Le progressif indique un procès en cours sans référence à son début ni sa fin : yishááł « je me promène », yishtééł « je le transporte », tandis que le futur est de valeur principalement temporelle, et indique un procès à venir : deeshááł « je viendrai », deeshį́į́ł « je mangerai (quelque chose) ». Le progressif s'exprime par le préfixe yi- en position 7 ; le futur peut employer ce même préfixe, ou le préfixe inchoatif di- en position 6.
Le fréquentatif indique un procès habituel : yishááh « j'ai l'habitude d'aller », yishdlį́į́h « je bois toujours (quelque chose) ». L'iterative indique un procès récurrent, répété et habituel : chʼínáshdááh « sortir plusieurs fois » comme dans ahbínígo tłʼóóʼgóó chʼínáshdááh « je sors toujours (plusieurs fois) le matin » (ahbínígo « le matin », tłʼóóʼgóó « dehors »), náshdlį́į́h « boire (quelque chose) encore et encore » comme dans nínádiishʼnahgo gohwééh náshdlį́į́h « je bois du café quand je me lève » (nínádiishʼnahgo « quand je me lève », gohwééh « café »). L'itératif se distingue du fréquentatif par le préfixe répétitif ná- en position 2, et parfois aussi par le préfixe classifiant -d- ou -ł- en position 9.
L'optatif indique un désir ou un souhait positif ou négatif. Il s'emploie conjointement avec des particules adverbiales placées après le verbe, comme laanaa et lágo: nahółtą́ą́ʼ laanaa « je voudrais qu'il pleuve », nahółtą́ą́ʼ lágo « j'espère qu'il ne pleut pas ». Avec les verbes d'aspect ponctuel, l'optatif peut exprimer des interdictions : shinóółʼį́į́ʼ (lágo) « ne me regarde pas ». Avec certains adverbes, l'optatif indique le potentialité positive ou négative.

#### Aspects et sous-aspects
Aspects primaires :
- Momentané - procès ponctuel (a lieu en une période de temps définie)
- Continuatif - période de temps indéfinie & mouvement dans une direction spécifiée
- Duratif - période de temps indéfinie, continue, sans interruption, sans locomotion
- Répétitif - série d'actes répétés ou liés entre eux
- Conclusif - semblable au duratif, mais au perfectif, s'achève de façon statique
- Semelfactif - action unique dans une série d'actions répétées
- Distributif - répartition d'objets ou accomplissement distributif d'actions
- Diversatif - semblable au distributif, avec la notion de mouvement
- Réversatif - aboutit à un changement de direction
- Conatif - tentative d'action
- Transitionnel - passage d'un état à un autre
- Cursif - progression linéaire dans l'espace et le temps (au mode progressif seulement)

Sous-aspects :
- Complétif - simple accomplissement du procès
- Terminatif - arrêt du procès
- Statif - procès duratif puis statique
- Inceptif - début du procès
- Terminal - procès constituant un achèvement en soi
- Prolongatif - interruption dans le début ou la fin du procès
- Sériatif - série cohérente d'actes distincts, séparés et successifs
- Inchoatif - met l'accent sur le commencement du procès, hors locomotion
- Régressif - retour à l'état ou au lieu précédent
- Semelitératif - répétition unique du procès

Les modes en navajo apparaissent en même temps que divers aspects. Par exemple, le verbe « pleuvoir » peut apparaître au mode perfectif avec les aspects momentané et distributif : -tsąąʼ (perfectif momentané), -tsįʼ (perfectif distributif). Comme les modes, les aspects diffèrent par la forme du radical (même quand le mode ne change pas), comme on peut le voir dans l'exemple précédent. Un verbe donné aura ainsi une série de formes classables simultanément en mode et en aspect. Le tableau ci-dessous en donne deux exemples.
|                        | Imperfectif | Perfectif | Progressif- Futur | Fréquentatif- Itératif | Optatif |
| Momentané              | -chʼííł     | -chʼil    | -chʼił            | -chʼił                 | -chʼííł |
| Transitionnel          | -chʼííł     | -chʼiil   | -chʼił            | -chʼił                 | -chʼííł |
| Continuatif- Conclusif | -chʼil      | -chʼil    | -chʼił            | -chʼił                 | -chʼil  |
| Semelfactif            | -chʼił      | -chʼił    | -chʼił            | -chʼił                 | -chʼił  |
| Répétitif              | -chʼił      | –         | –                 | –                      | –       |
| Conatif                | -chʼiił     | -chʼil    | -chʼił            | -chʼił                 | -chʼiił |

|                                    | Imperfectif | Perfectif | Progressif- Futur | Fréquentatif- Itératif | Optatif |
| Momentané- Diversatif- Distributif | -chįįh      | -chą́ą́ʼ    | -chįįł            | -chįįh                 | -chą́ą́ʼ  |
| Continuatif                        | -chą́ą́ʼ      | -chą́ą́ʼ    | -chį́į́ł            | -chį́į́h                 | -chą́ą́ʼ  |
| Conclusif                          | -chin       | -chą́ą́ʼ    | -chį́į́ł            | -chįįh                 | -chą́ą́ʼ  |
| Semelfactif                        | -chįh       | -chįh     | -chįh             | -chįh                  | -chįh   |
| Répétitif                          | -chą́ą́ʼ      | –         | –                 | –                      | –       |
| Conatif                            | -chį́į́h      | –         | –                 | –                      | –       |
| Cursif                             | –           | –         | -chį́į́ł/-chį́į́h     | –                      | –       |

Comme on peut le voir, certaines combinaisons d'aspect et de mode n'apparaissent pas, ce qui dépend surtout de la sémantique du verbe considéré. Certains aspects peuvent aussi ne pas apparaître du tout avec certains verbes. Les alternances du radical verbal sont très complexes malgré l'existence d'homophonies substantielles. Les recherches de Hardy 1979 constituent une référence importance dans ce domaine du verbe navajo.

#### Verbes classificateurs
Le navajo possède des radicaux verbaux qui classent un objet par sa forme ou d'autres caractéristiques physiques tout en en décrivant le mouvement, la position ou l'état. La linguistique athapascane les désigne sous le nom de radicaux verbaux classificateurs, et les identifie habituellement par un sigle anglais de trois lettres. Il existe ainsi onze radicaux classificateurs primaires pour la manipulation d'objets, dont la liste suit (au mode perfectif).
| Classificateur + Radical | Sigle | Explication du sigle    | Traduction du sigle     | Exemples                                                      |
| ------------------------ | ----- | ----------------------- | ----------------------- | ------------------------------------------------------------- |
| -ʼą́                      | SRO   | Solid Roundish Object   | objet solide arrondi    | bouteille, boule, balle, botte, boîte, etc.                   |
| -yį́                      | LPB   | Load, Pack, Burden      | charge, paquet, fardeau | bât, ballot, paquet, sac, selle, etc.                         |
| -ł-jool                  | NCM   | Non-Compact Matter      | matière non compacte    | touffe de poil ou d'herbe, nuage, brouillard, etc.            |
| -lá                      | SFO   | Slender Flexible Object | objet mince et souple   | corde, mitaines, chaussettes, oignons frits, etc.             |
| -tį'                     | SSO   | Slender Stiff Object    | objet mince et raide    | flèche, bracelet, poêlon, scie, etc.                          |
| -ł-tsooz                 | FFO   | Flat Flexible Object    | objet plat et souple    | couverture, manteau, sac à provisions, etc.                   |
| -tłééʼ                   | MM    | Mushy Matter            | matière spongieuse      | crème glacée, boue, ivrogne effondré, etc.                    |
| -nil                     | PLO1  | Plural Objects 1        | objets multiples 1      | œufs, balles, animaux, pièces de monnaie, etc.                |
| -jaaʼ                    | PLO2  | Plural Objects 2        | objets multiples 2      | billes, graines, morceaux de sucre, insectes, etc.            |
| -ką́                      | OC    | Open Container          | contenant ouvert        | verre de lait, cuiller de nourriture, poignée de farine, etc. |
| -ł-tį́                    | ANO   | Animate Object          | objet animé             | microbe, personne, cadavre, poupée, etc.                      |

En comparaison avec le français, le navajo n'a pas de verbe unique pour « donner », mais onze verbes différents selon le type d'objet. Pour dire l'équivalent de « donne-moi du foin ! », il faut utiliser le verbe navajo níłjool (NCM), tandis que pour « donne-moi une cigarette ! » il faut utiliser le verbe nítįįh (SSO).
En plus de définir les propriétés physiques de l'objet, les radicaux verbaux classificateurs primaires distinguent aussi le type de mouvement qui lui est appliqué. Il est possible de classer les radicaux en trois groupes :
1. manipulation
2. propulsion
3. mouvement libre

La manipulation comprend des actions comme transporter, abaisser et prendre. La propulsion comprend l'action de jeter, de laisser tomber, et de lancer. Le mouvement libre comprend l'action de tomber et de voler dans l'espace.
En prenant pour exemple la catégorie de l'objet solide arrondi (SRO), le navajo distingue ainsi :
1. -ʼą́ « manipuler (un objet rond) »
2. -neʼ « lancer (un objet rond) »
3. -l-tsʼid « (un objet rond) se déplace de lui-même »

#### Préfixes d'animéité
Comme la plupart des langues athapascanes, les langues apaches marquent grammaticalement différents degrés d'animéité, certains noms s'associant à des formes verbales spécifiques selon leur rang dans la hiérarchie d'animéité. Par exemple, les noms navajos peuvent se ranger selon leur animéité en un continuum allant du plus animé (être humain, éclair) au moins animé (abstraction). (Young et Morgan 1987, p. 65-66)
êtres humains / éclair → bébés / gros animaux → animaux de taille moyenne → petits animaux → insectes → forces naturelles → objets inanimés / plantes → abstractions
Généralement, le nom le plus élevé en animéité doit apparaître en premier lieu dans une phrase, le nom immédiatement moins élevé venant en second. Les phrases (1) et (2) données en exemple ci-dessous sont correctes. Le préfixe yi- attaché au verbe indique que le premier nom est le sujet tandis que le préfixe bi- indique que le second nom est le sujet.
| (1) | Ashkii                          | at'ééd | yiníł'į́.   |
|     | garçon                          | fille  | yi-regarde |
|     | « Le garçon regarde la fille. » |        |            |

| (2) | At'ééd                                   | ashkii | biníł'į́.   |
|     | fille                                    | garçon | bi-regarde |
|     | « La fille est regardée par le garçon. » |        |            |

En revanche, l'exemple (3) ci-dessous est ressenti comme incorrect par la plupart des locuteurs du navajo parce que le nom le moins animé vient avant le plus animé.
| (3) | * Tsídii                          | at'ééd | yishtąsh.      |
|     | oiseau                            | fille  | yi- becquetait |
|     | « L'oiseau becquetait la fille. » |        |                |

Pour exprimer cette idée, le nom le plus élevé en animéité doit venir en premier, comme dans la phrase (4).
| (4) | At'ééd                                     | tsídii | bishtąsh.     |
|     | fille                                      | oiseau | bi-becquetait |
|     | « La fille était becquetée par l'oiseau. » |        |               |

À noter que quoique la phrase (4) se traduise en français par un verbe à la voix passive, elle n'est pas au passif en navajo. Le passif s'y forme au moyen de certains des « préfixes classificateurs » (en fait des préfixes de transitivité) placés directement devant le radical verbal en position 9. Les préfixes yi- / bi- ne marquent pas les phrases comme de voix active ou passive, mais comme d'ordre direct ou inverse.

## Exemple
Voici le premier paragraphe d'une courte histoire (Young et Morgan 1987, p. 205a–205b).
Navajo :

« Ashiiké t'óó diigis léi' tółikaní ła' ádiilnííł dóó nihaa nahidoonih níigo yee hodeez'ą́ jiní. Áko t'áá ał'ąą ch'il na'atł'o'ii k'iidiilá dóó hááhgóóshį́į́ yinaalnishgo t'áá áłah ch'il na'atł'o'ii néineest'ą́ jiní. Áádóó tółikaní áyiilaago t'áá bíhígíí t'áá ał'ąą tł'ízíkágí yii' haidééłbįįd jiní. "Háadida díí tółikaní yígíí doo ła' aha'diidził da," níigo aha'deet'ą́ jiní'. Áádóó baa nahidoonih biniiyé kintahgóó dah yidiiłjid jiní'.... »

Traduction française libre :

« Des jeunes gens un peu fous avaient décidé de faire du vin pour le vendre. Ils plantèrent chacun des vignes, et en travaillant dur les amenèrent à maturité. Après avoir fait du vin, ils en remplirent des outres en peau de bouc. Ils se mirent d'accord pour ne pas s'en donner à boire les uns les autres, puis, chargeant les lourdes outres sur leur dos, s'en allèrent en ville... »

Texte interlinéaire :
| Ashiiké | t'óó diigis | léi'     | tółikaní | ła' | ádiilnííł      |
| garçons | un peu fou  | certains | vin      | du  | nous en ferons |

| dóó | nihaa  | nahidoonih     | níigo        | yee       | hodeez'ą́        | jiní.          |
| et  | à nous | il sera acheté | ils disaient | avec cela | ils prévoyaient | on raconte que |

| Áko  | t'áá ał'ąą | ch'il na'atł'o'ii | k'iidiilá          |
| puis | séparément | pieds de vigne    | ils les plantèrent |

| dóó | hááhgóóshį́į́      | yinaalnishgo             | t'áá áłah | ch'il na'atł'o'ii | néineest'ą́    | jiní.          |
| et  | avec application | ils travaillèrent dessus | ils tous  | pieds de vignes   | ils élevèrent | on raconte que |

| Áádóó   | tółikaní | áyiilaago  |
| et puis | vin      | ils firent |

| t'áá bíhígíí     | t'áá ał'ąą | tł'ízíkágí             | yii'       | haidééłbįįd       | jiní.          |
| chacun eux-mêmes | séparément | outres en peau de bouc | dans elles | ils remplirent de | on raconte que |

| "Háadida | díí | tółikaní yígíí | doo    | ła'              | aha'diidził                               | da, "   | níigo      |
| "jamais  | ce  | vin-là         | ne pas | de/du (partitif) | nous nous en donnerons les uns aux autres | ne pas" | ils dirent |

| aha'deet'ą́             | jiní'.         |
| ils se mirent d'accord | on raconte que |

| Áádóó   | baa   | nahidoonih     | biniiyé         | kintahgóó | dah    | yidiiłjid                         | jiní'.         |
| et puis | de là | ce sera acheté | c'en est le but | en ville  | départ | ils se mirent à charger leurs dos | on raconte que |